# Монако (шахматный турнир)
Монако — международные шахматные турниры проводились администрацией курорта и казино города Монте-Карло (1901—1904, 1967 и 1969), а также в рамках шахматного фестиваля города Монако (1968). Положили начало так называемым курортным турнирам. Особенность двух первых соревнований — система зачёта ничьих (предложена французским шахматистом Ж. А. де Ривьером), которая ставила участников, сыгравших вничью, в неравное положение по сравнению с другими участниками: при ничейном результате партии каждому из соперников начислялось по ¼ очка и партия переигрывалась, причём победитель в этом случае получал ещё ½ очка, то есть всего ¾ очка; если 2-я партия также заканчивалась вничью, оба соперника получали ещё по ¼ очка, то есть ½ очка за 2 ничьи. 

## Победители
| № | Год  | Победитель                   | + | − | = | Очки   |
| - | ---- | ---------------------------- | - | - | - | ------ |
| 1 | 1901 | Давид Яновский               |   |   |   | 10¼ из |
| 2 | 1902 | Геза Мароци                  |   |   |   | 14¾ из |
| 3 | 1903 | Зигберт Тарраш               |   |   |   | 20 из  |
| 4 | 1904 | Геза Мароци                  |   |   |   | 7½ из  |
| 5 | 1967 | Роберт Фишер                 |   |   |   | 7 из   |
| 6 | 1968 | Бент Ларсен                  |   |   |   | 9½ из  |
| 7 | 1969 | Лайош Портиш Василий Смыслов |   |   |   | 8 из   |